# Campeonato Mundial de Tiro de 1935
El XXX Campeonato Mundial de Tiro se celebró en Roma (Italia) en el año 1935 bajo la organización de la Federación Internacional de Tiro Deportivo (ISSF), la Unión Italiana de Tiro de Precisión y la Federación Italiana de Tiro al Plato.

## Resultados

### Masculino
| Evento                                     | Oro                                        | Plata                                     | Bronce                                |
| ------------------------------------------ | ------------------------------------------ | ----------------------------------------- | ------------------------------------- |
| Rifle 3 posiciones 300 m                   | Viktor Miinalainen · Finlandia · 1111 pts. | Kullervo Leskinen · Finlandia · 1111 pts. | Jaak Kärner Estonia 1103 pts.         |
| Rifle 3 posiciones 300 m (equipos)         | Finlandia · 5488                           | Estonia 5466                              | Suiza · 5446                          |
| Rifle en pos. tendida 300 m                | Bertil Rönnmark · Suecia · 392             | Raymond Durand Francia 390                | Halvor Kongsjorden · Noruega · 388    |
| Rifle en pos. de rodillas 300 m            | Jaak Kärner Estonia 377                    | Viktor Miinalainen · Finlandia · 376      | Kullervo Leskinen · Finlandia · 375   |
| Rifle en pos. de pie 300 m                 | Sven Dessle · Suecia · 356                 | August Liivik Estonia 353                 | Willy Røgeberg · Noruega · 352        |
| Rifle militar 3 posiciones 300 m           | Sven-Oscar Lindgren · Finlandia · 440      | Karl Zimmermann · Suiza · 430             | Olle Ericsson · Suecia · 426          |
| Rifle militar 3 posiciones 300 m (equipos) | Hungría · 2013                             | Suecia · 1977                             | Suiza · 1966                          |
| Rifle militar en pos. tendida 300 m        | M. Brion Francia 163                       | Albert Salzmann · Suiza · 160             | Sven-Oscar Lindgren · Finlandia · 159 |
| Rifle militar en pos. de rodillas 300 m    | Sven-Oscar Lindgren · Finlandia · 162      | Osmo Rantala · Finlandia · 152            | Giuseppe Giovanelli Italia 150        |
| Rifle militar en pos. de pie 300 m         | Olle Ericsson · Suecia · 151               | Christiaan Both · Países Bajos · 147      | Karl Zimmermann · Suiza · 142         |
| Rifle en pos. tendida 50 m                 | Raymond Durand Francia 398                 | Johannes Vilberg Estonia 397              | Jacques Mazoyer Francia 396           |
| Rifle en pos. tendida 50 m (equipos)       | Estonia 1964                               | Suecia · 1960                             | Francia 1954                          |
| Rifle en pos. de rodillas 50 m             | Gustav Lokotar Estonia 389                 | Ernst Rull Estonia 386                    | Willy Røgeberg · Noruega · 385        |
| Rifle en pos. de rodillas 50 m (equipos)   | Estonia 1897                               | Francia 1896                              | Suecia · 1893                         |
| Rifle en pos. de pie 50 m                  | Kullervo Leskinen · Finlandia · 375        | Willy Røgeberg · Noruega · 374            | Olle Ericsson · Suecia · 370          |
| Rifle en pos. de pie 50 m (equipos)        | Finlandia · 1813                           | Francia 1808                              | Suecia · 1804                         |
| Pistola 50 m                               | Torsten Ullman · Suecia · 547              | Erich Krempel Alemania 545                | Walter Büchi · Suiza · 539            |
| Pistola 50 m (equipos)                     | Suiza · 2634                               | Italia 2569                               | Alemania 2548                         |
| Pistola rápida de fuego 25 m               | Walter Boninsegni Italia 18                | František Pokorný Checoslovaquia 18       | Arturo González Costello España 18    |

## Medallero
| Núm. | País           | Oro | Plata | Bronce | Total |
| ---- | -------------- | --- | ----- | ------ | ----- |
| 1    | Finlandia      | 6   | 3     | 2      | 11    |
| 2    | Estonia        | 4   | 4     | 1      | 9     |
| 3    | Suecia         | 4   | 2     | 4      | 10    |
| 4    | Francia        | 2   | 3     | 2      | 7     |
| 5    | Suiza          | 1   | 2     | 4      | 7     |
| 6    | Italia         | 1   | 1     | 1      | 3     |
| 7    | Hungría        | 1   | 0     | 0      | 1     |
| 8    | Noruega        | 0   | 1     | 3      | 4     |
| 9    | Alemania       | 0   | 1     | 1      | 2     |
| 10   | Checoslovaquia | 0   | 1     | 0      | 1     |
|      | Países Bajos   | 0   | 1     | 0      | 1     |
| 12   | España         | 0   | 0     | 1      | 1     |
|      | TOTAL          | 19  | 19    | 19     | 57    |